# Код Лиоко
Код Лиоко (фр. Code Lyoko) — французский мультипликационный сериал. Это история о детях, которые совершают путешествия в виртуальный мир — Лиоко, для того, чтобы бороться с опасной компьютерной программой — Зеной.

## Сюжет
Планета Земля и её отражение, а именно параллельная виртуальная вселенная под названием Лиоко находятся под страшной угрозой уничтожения. Супервирус с лёгкостью поразил центральный компьютер, управляющий вселенной Лиоко, и он обезумел, и никто не может его контролировать. Никто кроме Ульриха, Юми, Одда, Аэлиты и Жереми, пяти подростков. Они живут двойной жизнью - обычные студенты днём и супергерои в виртуальном мире Лиоко. Теперь им предстоит спасти Лиоко и планету Земля в битве с суперкомпьютером! Но компьютер все сильнее и сильнее. Он порождает новых и новых монстров. Битва начинается!

## Персонажи

### Аэлита Шэффер
Аэлита Шеффер (фр. Aelita Schaeffer) — дочь Франца Хоппера и член команды Лиоко. Тем не менее, Аэлита отличается от других членов команды тем, что она глубоко связана с Лиоко, и оставалась в виртуальном мире в течение десяти лет после того, как отправилась туда вместе со своим отцом. Позже Жереми обнаружил Лиоко, Аэлиту и Зену, включив суперкомпьютер.
Аэлита достаточно сообразительная и умная не по годам. Она проявляет доброту, великодушие и сострадание к своим друзьям. Она очень находчивая; Аэлита остроумно подшучивает над Сисси (как мы видим в эпизоде «Секретная зона») и легко может перехитрить монстров на Лиоко. Тем не менее, как самая младшая (физически) из пяти детей, она также является наиболее наивной; во время её первых дней на Земле она легко расстраивается, особенно из-за Сисси. Благодаря поддержке своих друзей она быстро приспосабливается к своей новой среде, и её зрелость развивается на протяжении всего сериала. Аэлита всегда краснеет, когда она говорит о чём-то секретном с Жереми. Она любит музыку и является отличным диджеем, потому что Аэлита рано начала увлекаться музыкой (её отец любил играть для неё на фортепиано). Благодаря этому она побеждает на прослушивании и выступает на концерте Сабдиджиталс в эпизоде «Музыка, успокоившая дикого зверя». Она также выступала на школьной дискотеке в эпизоде «Новый Диджей».
Когда Аэлита переносится в виртуальный мир, её уши становятся заострёнными, как у эльфа, а в левом уже появляется красная серёжка. В 1-4 сезонах у Аэлиты на щеках есть широкие розовые полосы, в Эволюции их нет. На протяжении первых трёх сезонов её костюм состоит из розовой со светлой окантовкой жилетки и мини-юбки, под ними Аэлита носит майку и мешковатые брюки светло-жёлтого, почти белого, цвета. Так же у неё есть что-то вроде отрезных рукавов того же светлого цвета, которые украшены розовой лентой. Лента того же цвета оплетает её ноги и ступни поверх штанов. В четвёртом сезоне Аэлита получает новый розовый облегающий костюм и выдвижные энергетические крылья, которые позволяют Аэлите летать. Эти крылья Аэлита включает с помощью браслета-звёздочки на правой руке. В Эволюции её костюм изменяется незначительно. Исчезают прозрачные коротенькие рукава, в расцветке костюма появляется больше тёмно-розового цвета. Её браслет становится круглым, с розовой звездой, изображённой на нём.
Роль в Код Лиоко: Эволюции играет Леони Бертоно.

### Жереми Бельпуа
Жереми Бельпуа (фр. Jérémie Belpois) — является одним из главных героев Код Лиоко и Лиоко-Воином. Ему 12 (на начало сериала) однако он очень одарённый студент, и обладает значительными научными познаниями, необыкновенными для его возраста. Во время миссий на Лиоко Жереми остаётся в лаборатории, потому что никто из ребят, кроме него и Аэлиты, не может справиться с суперкомпьютером. Кроме того, именно он обнаружил Лиоко и Аэлиту (в эпизоде «Пробуждение Зены»). Жереми благородный, но порой бывает вспыльчивым. Также он является наиболее уязвимым для атак Зены; причина его повышенной восприимчивости неизвестна, но считается, что отсутствие у него опыта в борьбе с монстрами Зены на Лиоко может этому способствовать. Серия № 31 (2 сезона — Мистер Пак)
Жереми — типичный ботаник. Иногда он склонен забывать, что остальные ребята не настолько умны, и говорит о простоте суперкомпьютера другому воину, который не может разобраться в управлении без подробного руководства (за исключением Аэлиты и Лоры). Он трудоголик, постоянно ищет способы победы на Зеной.
Роль в Код Лиоко: Эволюции играет Марин Лафит.

### Юми Ишияма
Юми Ишияма (фр. Yumi Ishiyama, яп. 石山ユミ Исияма Юми) — один из Воинов Лиоко. Она самая старшая из команды (на год старше всех, кроме Уильяма), учится в девятом (позже — в десятом) классе Академии Кадик. В отличие от других ребят, Юми живёт не в общежитии, а в пригороде, вместе с родителями и младшим братом Хироки (который тоже учится в Кадике). Юми 14 лет в 3 сезоне. В неё влюблены Ульрих Штерн и Уильям Данбар, а также Джонни, одноклассник Хироки. Её костюм похож на традиционное японское кимоно, но намного короче и его часть завязана бантом в виде пояса. Волосы, собранные в хвост на макушке и грим на лице дополняют её костюм. Она сражается на Лиоко при помощи боевых вееров, которые она запускает в монстров. В 4 сезоне её костюм сильно изменился. Кимоно превратилось в обтягивающий костюм вишнёвого цвета, как у ниндзя. Волосы у Юми теперь были распущенными, как и на Земле.
Роль в Код Лиоко: Эволюции играет Мелани Тран.

### Одд Делла-Роббиа
Одд Делла-Роббиа (фр. Odd Della Robbia) — один из главных персонажей мультсериала Код Лиоко. Является Воином Лиоко. Одд является шутником группы. При любых обстоятельствах он в хорошем настроении, почти обо всем говорит шуткой и со смехом. Он учится в восьмом классе как и его друзья, но в отличие от них часто ведёт себя совершенно по-детски. Для него жизнь просто игра. Потому он никогда не готовится к экзаменам, да и вообще учёбу как и всё остальное всерьёз не воспринимает. Но, к счастью, он может рассчитывать на помощь своих друзей, которые помогают ему оставаться на уровне школьной программы. Есть пёс по кличке Киви.
Одд родился в семье художников. Потому он заинтересован в таких направлениях как мода и живопись. Также он заинтересован в таких видах спорта как жонглирование и акробатика, которые служат подготовкой к его миссиям на Лиоко. Однако наибольший интерес Одд проявляет к музыке. Он любит музыку всех жанров, но предпочитает рок.
Одд всегда носит одежду фиолетового цвета. Также Одд имеет своеобразную причёску. Его волосы уложены в заострённой форме. Он называет такую причёску «Стиль Лиоко».
Виртуальная форма Одда очень похожа на его внешний вид в реальности, за исключением лап и хвоста делающих Одда очень похожим на «огромного фиолетового кота». На Лиоко Одд проявляет огромную ловкость, которая делает его опасным противником для монстров Зены. Оружие Одда на Лиоко — лазерные стрелы. Первоначально он мог выпускать только десять стрел, после чего Жереми должен был заряжать новый запас. Но потом Жереми улучшил форму Одда и он смог выпускать до десяти тысяч стрел без перезарядки. Его тактика боевых действий не очень развита. Потому Одд часто первый попадает в западню, устраиваемую Зеной для Лиоко Воинов. Чаще всего Одд действует, создавая диверсию и переключая внимание монстров на себя, в то время как его друзья незаметно проскальзывают сквозь монстров. Но это рискованная тактика, несмотря на всю хитрость, ловкость и силу Одда приводит чаще всего к тому, что он оказывается девиртуализован первым. Что касается способностей, то у Одда в первом сезоне была способность «Интуиция», позволяющая Одду предсказывать события. Но во втором сезоне она была удалена, а взамен Одд получил способность «Щит» позволяющую ему защищаться от оружия монстров. В Эволюции Одд получил новый облегающий костюм: его кошачьи уши и изображение Киви, его собаки, были удалены. Тёмно-фиолетовые полосы на лапах стали жёлтыми. Кроме того, Одд получает специальное устройство для запуска лазерных стрел (раньше он выпускал стрелы прямо из лап). Это устройство дало ему возможность выпускать несколько стрел практически одновременно и повысило их скорость. Так же как Ульрих и Юми, Одд получает способность деактивировать башни, пока у него есть исходные коды.
Роль в Код Лиоко: Эволюции играет Гулливер Бевернаеж.

### Ульрих Штерн
Ульрих Штерн (нем. Ulrich Stern) — один из главных персонажей мультсериала Код Лиоко. Является Воином Лиоко. Он влюблён в Юми, и пытается выразить свои чувства к ней на протяжении сериала.
Его аватар на протяжении первых трёх сезонов напоминает костюм самурая, преобладающие цвета которого — жёлтый и коричневый. На его костюме большое количество рисунков, например, круги и завитки внизу куртки, а также изображение на спине. На лбу у Ульриха есть повязка с белым знаком. В четвёртом сезоне Ульрих получает новый облегающий костюм. В Эволюции его костюм незначительно меняется (в основном это касается узоров).
Роль в Код Лиоко: Эволюции играет Квентин Мерабет.

### Уильям Данбар
Уильям Данбар (англ. William Dunbar) — персонаж мультсериала Код Лиоко. Является Воином Лиоко. Уильям появился в Кадике в начале второго сезона. Он учится в одном классе с Юми. Позже он стал шестым Воином Лиоко, но во время своей первой же миссии на Лиоко он попал под контроль Зены (в эпизоде «Финальный раунд»). Позже, в эпизоде «Возвращение на Землю», его удаётся спасти, но другие воины решают, что Уильям не слишком надёжен, и решают не прибегать к его помощи. Однако в серии «Соперничество» его снова принимают в команду.
Во время своей первой поездки на Лиоко Уильям получает белый облегающий костюм и большой меч, украшенный узором из треугольников у основания лезвия. После перерождения его костюм стал чёрным, на груди и лбу появилось изображение глаза Зены, появились ремни и браслет с шипами. На его мече так же появился глаз Зены, кроме того, на нём появились трещины и выбоины, а также объёмные чёрные полосы-корни. В Эволюции его внешний вид незначительно изменился: костюм остался чёрным, глаз Зены на костюме и мече исчез (так как он освободился от контроля Зены), узоры на костюме и лезвии меча красного цвета, остался браслет с шипами на левой руке.
Роль в Код Лиоко: Эволюции играет Диего Местанза.

### Франц Хоппер
Франц Хоппер (англ. Franz Hopper) — муж Антеи Хоппер, отец Аэлиты и создатель виртуального мира Лиоко. Его настоящее имя — Вальдо Франц Шэффер (англ. Waldo Franz Schaeffer).

### Зена
Зена (так же упоминается как Ксана; фр. XANA) — мощный компьютерный вирус основанный на многоагентной системе, способный мыслить. Похоже, его единственная цель — захватить мир. Изначально эта программа использовалась для уничтожения проекта «Карфаген».

## Код Лиоко: Эволюция
31 мая 2011 года MoonScoop, компания, которая является автором Код Лиоко, объявила на своей страничке в Facebook, что у шоу будет пятый сезон; частично это было вызвано большим количеством преданных фанатов. Пятый сезон получил собственное название, сериал был переименован в «Код Лиоко: Эволюция». Данный сезон состоит из 26 серий, его премьера состоялась 19 декабря 2012 года.

## Список серий

### Пилотный проект:Garage Kids(2001)
Garage Kids — небольшой пилотный проект, вышедший до Кода Лиоко. Его сюжет несколько отличается от сериала; некоторые главные герои имеют чрезвычайно мощные силы и способности не только в виртуальном мире, но и на Земле, в частности, был показан исключительно сильный телекинез Юми. Виртуальный мир называется Занаду вместо Лиоко. Так же в этом проекте не было никаких упоминаний об Аэлите.

### Приквел: Эпизод 0 (2006)
| № эп. | Название         | Английское название | Оригинальное название |
| ----- | ---------------- | ------------------- | --------------------- |
| 0     | Пробуждение Зены | XANA Awakens        | Le réveil de XANA     |

### Первый сезон: Эпизоды 1-26 (2003-2004)
| № эп. | Название               | Английское название    | Оригинальное название  |
| ----- | ---------------------- | ---------------------- | ---------------------- |
| 1     | Мишка - Годзила        | Teddygozilla           | Teddygozilla           |
| 2     | Лучше один раз увидеть | Seeing Is Believing    | Le voir pour le croire |
| 3     | Каникулы в дыму        | Holiday in the Fog     | Vacances dans la brume |
| 4     | Дневник                | Log Book               | Carnet de bord         |
| 5     | Важная шишка           | Big Bug                | Big bogue              |
| 6     | Жестокая дилемма       | Cruel Dilemma          | Cruel dilemme          |
| 7     | Плохая копия           | Image Problem          | Problème d'image       |
| 8     | Конец съёмкам          | End of Take            | Clap de fin            |
| 9     | Спутник                | Satellite              | Satellite              |
| 10    | Девочка моей мечты     | The Girl of the Dreams | Créature de rêve       |
| 11    | Нашествие              | Plagued                | Enragés                |
| 12    | Роевая атака           | Swarming Attack        | Attaque en piqué       |
| 13    | На волоске             | Just in Time           | D'un cheveu            |
| 14    | Западня                | The Trap               | Piège                  |
| 15    | Смешинка               | Laughing Fit           | Crise de rire          |
| 16    | Клаустрофобия          | Claustrophobia         | Claustrophobie         |
| 17    | Приступ амнезии        | Amnesia                | Mémoire morte          |
| 18    | Музыка-убийца          | Killer Music           | Musique mortelle       |
| 19    | Граница                | Frontier               | Frontière              |
| 20    | Роботы                 | The Robots             | L'âme des robots       |
| 21    | Зона невесомости       | Zero Gravity Zone      | Gravité zéro           |
| 22    | Программа              | Routine                | Routine                |
| 23    | Предел                 | Rock Bottom?           | 36ème dessous          |
| 24    | Призрачный мир         | Ghost Channel          | Canal fantôme          |
| 25    | Код - Земля            | Code: Earth            | Code Terre             |
| 26    | Фальстарт              | False Start            | Faux départ            |

### Второй сезон: Эпизоды 27-52 (2005-2006)
| № эп. | Название               | Английское название   | Оригинальное название   |
| ----- | ---------------------- | --------------------- | ----------------------- |
| 27    | Новая жизнь            | New Order             | Nouvelle donne          |
| 28    | Секретная зона         | Uncharted Territory   | Terre inconnue          |
| 29    | Разведка               | Exploration           | Exploration             |
| 30    | Великий день           | A Great Day           | Un grand jour           |
| 31    | Мистер Пак             | Mister Pück           | Mister Pück             |
| 32    | Валентинов день        | Saint Valentine's Day | Saint Valentin          |
| 33    | Новый Диджей           | Final Mix             | Mix final               |
| 34    | Недостающее звено      | Missing Link          | Chaînon manquant        |
| 35    | Опасная ситуация       | The Chips Are Down    | Les jeux sont faits     |
| 36    | Марабунта              | Marabounta            | Marabounta              |
| 37    | Общие интересы         | Common Interest       | Intérêt commun          |
| 38    | Искушение              | Temptation            | Tentation               |
| 39    | Дурной оборот          | A Bad Turn            | Mauvaise conduite       |
| 40    | Атака зомби            | Attack of the Zombies | Contagion               |
| 41    | Ультиматум             | Ultimatum             | Ultimatum               |
| 42    | Путаница               | A Fine Mess           | Désordre                |
| 43    | Поцелуй Зены           | XANA's Kiss           | Mon meilleur ennemi     |
| 44    | Страх высоты           | Vertigo               | Vertige                 |
| 45    | Холодная война         | Cold War              | Guerre froide           |
| 46    | Дежавю                 | Déjà Vu               | Empreintes              |
| 47    | Идеальная фигура       | Tip-Top Shape         | Au meilleur de sa forme |
| 48    | Здесь есть кто-нибудь? | Is Anybody Out There? | Esprit frappeur         |
| 49    | Франц Хоппер           | Franz Hopper          | Franz Hopper            |
| 50    | Контакт                | Contact               | Contact                 |
| 51    | Тайна дневника         | Revelation            | Révélation              |
| 52    | Ключ                   | The Key               | Réminiscence            |

### Третий сезон: Эпизоды 53-65 (2006)
| № эп. | Название           | Английское название  | Оригинальное название |
| ----- | ------------------ | -------------------- | --------------------- |
| 53    | Прямиком к сердцу  | Straight to Heart    | Droit au cœur         |
| 54    | Лиоко минус один   | Lyoko Minus One      | Lyokô moins un        |
| 55    | Прилив             | Tidal Wave           | Raz de marée          |
| 56    | Ложное руководство | False Lead           | Fausse piste          |
| 57    | Аэлита             | Aelita               | Aelita                |
| 58    | Притворщик         | The Pretender        | Le prétendant         |
| 59    | Секрет             | The Secret           | Le secret             |
| 60    | Временное безумие  | Temporary Insanity   | Tarentule au plafond  |
| 61    | Саботаж            | Sabotage             | Sabotage              |
| 62    | Никто, в частности | Nobody in Particular | Désincarnation        |
| 63    | Тройная проблема   | Triple Trouble       | Triple sot            |
| 64    | Двойная проблема   | Double Trouble       | Surmenage             |
| 65    | Финальный раунд    | Final Round          | Dernier round         |

### Четвёртый сезон: Эпизоды 66-95 (2007)
| № эп. | Название                         | Английское название              | Оригинальное название       |
| ----- | -------------------------------- | -------------------------------- | --------------------------- |
| 66    | Уильям вернулся                  | William Returns                  | Renaissance                 |
| 67    | Двойник                          | Double Take                      | Mauvaise réplique           |
| 68    | На разогреве                     | Opening Act                      | Première partie             |
| 69    | Двухместный номер                | Wreck Room                       | Double foyer                |
| 70    | Скидбладнир                      | Skidbladnir                      | Skidbladnir                 |
| 71    | Первое плавание                  | Maiden Voyage                    | Premier voyage              |
| 72    | Важный урок                      | Crash Course                     | Leçon de choses             |
| 73    | Реплика                          | Replika                          | Réplika                     |
| 74    | Я бы не хотел говорить об этом   | I'd Rather Not Talk About It     | Je préfère ne pas en parler |
| 75    | Горячий душ                      | Hot Shower                       | Corps céleste               |
| 76    | Озеро                            | The Lake                         | Le lac                      |
| 77    | Потерянные в море                | Lost at Sea                      | Torpilles virtuelles        |
| 78    | Лабораторная крыса               | Lab Rat                          | Expérience                  |
| 79    | Арахнофобия                      | Bragging Rights                  | Arachnophobie               |
| 80    | Собачий полдень                  | Dog Day Afternoon                | Kiwodd                      |
| 81    | Око за око                       | A Lack of Goodwill               | Œil pour œil                |
| 82    | Далёкое воспоминание             | Distant Memory                   | Mémoire blanche             |
| 83    | Невезение                        | Hard Luck                        | Superstition                |
| 84    | Ракета                           | Guided Missile                   | Missile guidé               |
| 85    | Звезда Кадика                    | Kadic Bombshell                  | La belle de Kadic           |
| 86    | Собачья загадка                  | Canine Conundrum                 | Kiwi superstar              |
| 87    | Голубая планета                  | A Space Oddity                   | Planète bleue               |
| 88    | Кузены-враги                     | Cousins Once Removed             | Cousins ennemis             |
| 89    | Музыка, успокоившая дикого зверя | Music To Soothe the Savage Beast | Il est sensé d'être insensé |
| 90    | Неверная выдержка                | Wrong Exposure                   | Médusée                     |
| 91    | Плохое подключение               | Bad Connection                   | Mauvaises ondes             |
| 92    | Холодный пот                     | Cold Sweat                       | Sueurs froides              |
| 93    | Возвращение на Землю             | Down To Earth                    | Retour                      |
| 94    | Борись до конца!                 | Fight to the Finish              | Contre-attaque              |
| 95    | Отголоски                        | Echoes                           | Souvenirs                   |

### Эволюция: Эпизоды 96-121 (2012-2013)
| № эп.    | Название                   | Английское название            | Оригинальное название          |
| -------- | -------------------------- | ------------------------------ | ------------------------------ |
| 96 (1)   | Зена 2.0                   | XANA 2.0                       | XANA 2.0                       |
| 97 (2)   | Кортекс                    | Cortex                         | Cortex                         |
| 98 (3)   | Фантомомания               | Spectromania                   | Spectromania                   |
| 99 (4)   | Мадам Эйнштейн             | Miss Einstein                  | Madame Einstein                |
| 100 (5)  | Соперничество              | Rivalry                        | Rivalité                       |
| 101 (6)  | Подозрения                 | Suspicions                     | Soupçons                       |
| 102 (7)  | Обратный отсчёт            | Countdown                      | Compte-à-rebours               |
| 103 (8)  | Вирус                      | Virus                          | Virus                          |
| 104 (9)  | Как обмануть Зену          | How to Fool XANA               | Comment tromper XANA           |
| 105 (10) | Пробуждение воина          | The Warrior Awakens            | Le réveil du guerrier          |
| 106 (11) | Рандеву                    | Rendezvous                     | Rendez-vous                    |
| 107 (12) | Хаос в Кадике              | Chaos at Kadic                 | Chaos à Kadic                  |
| 108 (13) | Покупатель роз             | Friday the 13th                | Vendredi 13                    |
| 109 (14) | Вторжение                  | Intrusion                      | Intrusion                      |
| 110 (15) | Лишённые кодов             | The Codeless                   | Les sans-codes                 |
| 111 (16) | Замешательство             | Confusion                      | Confusion                      |
| 112 (17) | Вас ждёт блестящее будущее | An Assured Professional Future | Un avenir professionnel assuré |
| 113 (18) | Скреплённый печатью        | Obstinacy                      | Obstination                    |
| 114 (19) | Ловушка                    | Trap                           | Le piège                       |
| 115 (20) | Шпионаж                    | Espionage                      | Espionnage                     |
| 116 (21) | Ложный предлог             | False Pretenses                | Faux-semblants                 |
| 117 (22) | Мятеж                      | Mutiny                         | Mutinerie                      |
| 118 (23) | Грусть Жереми              | Jeremy's Blues                 | Le blues de Jérémie            |
| 119 (24) | Временной парадокс         | Temporal Paradox               | Paradoxe temporel              |
| 120 (25) | Бойня                      | Massacre                       | Hécatombe                      |
| 121 (26) | Последняя миссия           | Ultimate Mission               | Ultime mission                 |

## Награды
В декабре 2006 года мультсериал получил премию Prix Français de l’Export.